# Axel Röhrle
Axel Röhrle (* 16. Mai 1971 in München) ist ein deutscher Schauspieler.

## Leben
Seine Schauspiel-Ausbildung absolvierte er an der Folkwang Hochschule in Essen von 1994 bis 1998. Danach spielte er an zahlreichen Orten Theater und war in zahlreichen Fernsehproduktionen zu sehen.

## Film- und Fernsehproduktionen
- 1998: Lisa Falk, Anwältin
- 1999: SK-Babies
- 1999: Tatort – Die apokalyptischen Reiter (Fernsehreihe)
- 1999: Die Kommissarin (Fernsehserie)
- 2000: Die Manns – Ein Jahrhundertroman, WDR
- 2001: Dr. Sommerfeld – Neues vom Bülowbogen
- 2001: Wolffs Revier, SAT.1
- 2002: Die Rettungsflieger
- 2003: Wolffs Revier, SAT.1
- 2004: Zahme Vögel
- 2004: Alphateam, RTL
- 2004: Abschnitt 40
- 2005: Maria
- 2005: Rote Sonne, Kinokurzfilm
- 2005: Sophie – Braut wider Willen, ARD
- 2006: Verliebt in Berlin
- 2006: Arme Millionäre
- 2006: Im Namen des Gesetzes, RTL
- 2006: Inga Lindström – Die Frau am Leuchtturm
- 2006: SOKO Wismar, ZDF
- 2008: Notruf Hafenkante – Spätfolgen, ZDF
- 2008: Die unglaublichsten Geschichten, RTL
- 2011: Die Rosenheim-Cops (Fernsehserie, 1 Folge)
- 2011: Für immer 30
- 2012: Willkommen in Kölleda
- 2014: Die Rosenheim-Cops (Fernsehserie, 1 Folge)
- 2018: Wackersdorf
- 2019: München Mord: Die Unterirdischen
- 2024: Servus, Euer Ehren – Endlich Richterin (Fernsehfilm)

## Theater
- 1996: Ruhrfestspiele Recklinghausen, Ich selbst und kein Engel von Thomas Harlan, Rolle: Schachna, Regie: Brian Michaels
- 1998: Schauspielhaus Düsseldorf, Bullets over Broadway von Woody Allen, Rolle: Aldo, Regie: Sönke Wortmann
- 2003: Staatsschauspiel Dresden, Tiny Dynamite von Abi Morgan, Rolle: Lucien, Regie: Peter Helling
- 2004: Maxim-Gorki-Theater, BAT, Berlin, Das Elend der Welt von Pierre Bourdieu, Rolle: Richter, Regie: Philip Stemann
- 2005: Staatsschauspiel Dresden, Man Spielt nicht mit der Liebe von Alfred de Musset, Rolle: Maitre Bridaine, Regie: Constanze Kreusch
- 2006/07: Theater Chur, Babylon, Bagdad, Zürich, Rolle: Georg, Regie: Manfred Ferrari
- 2008: Das Theater Erlangen, Peer Gynt von Henrik Ibsen, Rolle: Knopfgiesser, Mads Mon u. a., Regie: Philip Stemann
- 2008/09: Volkstheater München, Richard III von William Shakespeare, Rolle: Lord Stanley, Regie: Christian Stückl